# Schönwalde (Wandlitz)
Schönwalde è una frazione del comune tedesco di Wandlitz, nel Brandeburgo.

Conta (2007) 2.332 abitanti.

## Storia
Schönwalde fu fondata nel 1753 dal re Federico il Grande.

Costituì un comune autonomo fino al 2003, quando venne aggregato al comune di Wandlitz.

## Amministrazione

### Gemellaggi
- Schönwalde am Bungsberg, Schleswig-Holstein, Germania, dal 1991